# Masami Taki
Masami Taki (japanisch 滝 雅美 Taki Masami; * 28. Juni 1972) ist ein japanischer Fußballtrainer.

## Karriere
Masami Taki war, bevor er 2009 als Trainer zum Thai Honda FC nach Thailand kam, in Japan bei den Vereinen Cerezo Osaka, Vissel Kōbe und Júbilo Iwata tätig. Thai Honda, der in der thailändischen Hauptstadt Bangkok beheimatet war, spielte in der zweiten thailändischen Liga. Bei Thai Honda stand er bis November 2010 unter Vertrag. Die Saison 2014 und 2015 stand er wieder bei Thai Honda unter Vertrag. Mittlerweile spielte Thai Honda in der dritten Liga, der Regional League Division 2. Am Ende der Saison wurde er mit Thai Honda Meister der Bangkok Region und stieg anschließend wieder in die zweite Liga auf. Nach der Saison 2015 verließ er den Verein. 2020 unterschrieb er einen Vertrag beim  thailändischen Erstligisten Chiangrai United in Chiangrai. Mit dem Verein gewann er im Februar 2020 den Champions Cup. Das Spiel gegen den Erstligisten Port FC gewann man mit 1:0. Bei Chiangrai stand er bis Anfang November 2020 unter Vertrag. Für den Rest der Saison stand er beim ebenfalls in der ersten Liga spielenden Rayong FC an der Seitenlinie. Am Ende der Saison musste er mit dem Verein aus Rayong in die zweite Liga absteigen. Nach dem Abstieg verließ er Rayong und ging nach Prachuap, wo er einen Vertrag beim Erstligisten PT Prachuap FC unterschrieb. Im November 2021 wurde er entlassen und durch Issara Sritaro ersetzt. Ende Dezember 2021 verpflichtete ihn sein ehemaliger Verein Rayong FC als Cheftrainer.

## Erfolge
Thai Honda FC
- Regional League Division 2 – Bangkok: 2014  ▲

Chiangrai United
- Thailand Champions Cup: 2020